# Классификатор объектов административно-территориального устройства Украины
Классифика́тор объе́ктов администрати́вно-территориа́льного устро́йства Украи́ны (КОАТУУ, укр. Класифікатор об'єктів адміністративно-територіального устрою України).
Утверждён и введён в действие 1 января 1998 года приказом Госстандарта Украины. КОАТУУ потерял актуальность в связи с принятием Постановления Верховной Рады Украины от 17 июля 2020 № 807-IX «Об образовании и ликвидации районов». Ему на смену пришел Кодификатор административно-территориальных единиц и территорий территориальных общин (КАТОТТО), который был разработан Министерством развития общин и территорий и утверждён 26 ноября 2020.
Код КОАТУУ состоял из десяти разрядов:
- разряды 1—2 — первый уровень классификации. Включает в себя Автономную Республику Крым, области Украины, города со специальным статусом (Киев, Севастополь);
- разряды 3—5 — второй уровень классификации. Включает в себя города областного значения, районы Автономной Республики Крым и областей, районы в городах со специальным статусом;
- разряды 6—8 — третий уровень классификации. Включает в себя города районного значения, районы в городах областного значения, посёлки городского типа, сельские и поселковые советы;
- разряды 9—10 — четвёртый уровень классификации. Включает в себя сёла и посёлки.

В каждый следующий уровень классификации входят объекты, которые подчиняются предыдущему уровню классификации.
На основании классификатора были внесены изменения в порядок заполнения документов, удостоверяющих личность (паспорт).
Посёлки городского типа, подчинённые Ровеньковскому городскому совету — идентификатор (4412345000).
Посёлок городского типа Ясеновский — идентификатор (4412347700).